# 12315热线
12315热线是中華人民共和國的一個消費者投訴電話和互聯網平台。1999年，国家工商行政管理局開通12315消費者投訴電話，消費者撥打電話時按下數字「12315」便能向工商部门投訴商家。2017年3月15日，国家工商总局開設全国12315互联网平台。消費者除了電話外還可以通過網站www.12315.cn、手机應用程序和微信公众号「全国12315互联网平台」、微信小程序「12315」進行投訴。2019年9月1日，工商12315、质检12365、食药12331、知识产权12330、价监12358五条投诉举报热线及平台统一為全国12315平台，消费者投诉举报统一使用12315热线号码。

## 外部連結
- 官方网站